# Мансфілд (Луїзіана)
Мансфілд (англ. Mansfield) — місто (англ. city) в США, в окрузі Де-Сото штату Луїзіана. Населення — 4714 особи (2020).

## Географія
Мансфілд розташований за координатами 32°2′8″ пн. ш. 93°41′59″ зх. д. / 32.03556° пн. ш. 93.69972° зх. д. (32.035606, -93.699748).  За даними Бюро перепису населення США в 2010 році місто мало площу 9,48 км², з яких 9,46 км² — суходіл та 0,02 км² — водойми.

## Демографія
Згідно з переписом 2010 року, у місті мешкала 5001 особа в 1974 домогосподарствах у складі 1265 родин. Густота населення становила 528 осіб/км².  Було 2228 помешкань (235/км²).
Расовий склад населення:
| - 76,5 % — чорних або афроамериканців - 21,7 % — білих - 0,4 % — корінних американців - 0,4 % — азіатів |

До двох чи більше рас належало 0,6 %. Частка іспаномовних становила 2,2 % від усіх жителів.
За віковим діапазоном населення розподілялося таким чином: 28,3 % — особи молодші 18 років, 57,3 % — особи у віці 18—64 років, 14,4 % — особи у віці 65 років та старші. Медіана віку мешканця становила 35,0 року. На 100 осіб жіночої статі у місті припадало 82,2 чоловіків;  на 100 жінок у віці від 18 років та старших — 76,0 чоловіків також старших 18 років.
Середній дохід на одне домашнє господарство  становив 39 930 доларів США (медіана — 23 788), а середній дохід на одну сім'ю — 51 238 доларів (медіана — 32 431). Медіана доходів становила 50 125 доларів для чоловіків та 26 639 доларів для жінок. За межею бідності перебувало 41,3 % осіб, у тому числі 56,9 % дітей у віці до 18 років та 28,2 % осіб у віці 65 років та старших.
Цивільне працевлаштоване населення становило 1697 осіб. Основні галузі зайнятості: освіта, охорона здоров'я та соціальна допомога — 19,9 %, роздрібна торгівля — 18,6 %, виробництво — 17,6 %.